# 1996 في السعودية
تحتوي هذه المقالة على أهم الأحداث التي شهدتها السعودية في 1996، والذي يوافق 09 شعبان 1416 إلى 20 شعبان 1417 هجري . إضافة إلى أهم الشخصيات السعودية التي وُلدت أو تُوفيت في هذه السنة.

## السياسة

### الحكم
الملك: فهد بن عبد العزيز آل سعود

### تعيينات
- ترقية العميد عبدربه بن عيد البلوي إلى رتبة لواء .[1]
- ترقية العميد ابراهيم بن سعد المحيميد إلى رتبة لواء .[1]
- ترقية اللواء محمد بن علي السيحلي و اللواء محمد بن محمد بخش إلى رتبة فريق .[2]
- ترقية العميد ركن خالد بن قريح المحمدي إلى رتبة لواء ركن .[2]

#### سبتمبر:
- 6: ترقية ثمانية ضباط من رتبة عميد إلى رتبة لواء , وترقية 18 ضابط من رتبة عقيد إلى عميد , ترقية 96 ضابط من رتبة مقدم إلى رتبة عقيد , ترقية 135 ضابط من رتبة رائد إلى مقدم .[3]

#### نوفمبر:
- 29: ترقية عقيل بن سعد العقيل و سعود بن صالح بن داود و صالح بن شهاب البخيت و بدر بن مطلق العتيبي من رتبه عميد إلى رتبة لواء [4]

### إعفاءات
- إعفاء الفريق معجب بن محمد بن مانع القحطاني مدير عام حرس الحدود إلى التقاعد .

#### ابريل:
- إعفاء فهد بن خالد السديري أمير منطقة نجران .[5]

## أحداث
- إقامة لقاء الجودة الأول من الشركة السعودية للكهرباء .[6]
- سمو الامير سلطان بن عبدالعزيز يفتتح منظومة القيادة والسيطرة والاتصالات للقوات الجوية / مشروع درع السلام / وذلك بمبنى قيادة القوات الجوية بالرياض.[7]

### يناير
- 2: تأسيس المجموعة السعودية للاستثمار الصناعي في مدينة الرياض .

### فبراير
- 1: تأسيس مجلة الواحة والتي تعنى بشؤون التراث والثقافة والأداب في الخليج العربي .

### أبريل
- 19: الملك فهد بن عبدالعزيز يأمر بتجهيز مُساعدات عاجلة من أغذية و أدوية و أغطية و خيام وسيارات إسعاف إلى دولة لبنان .[5]
- 19: جمارك السعودية تحبط محاولة تهريب كمية من المتفجرات إلى المملكة كانت مخبأة في أماكن سرية مُختلفة من سيارة كابرس كان يقودها سعودي قادماً بها من خارج المملكة . وبعد التحقيقات تم الكشف أن تجهيز السيارة بهذه المتفجرات مصدرهُ دولة لبنان.[5]

### مارس
- 8: افتتاح المهرجان الوطني الحادي عشر للتراث والثقافة بالجنادرية تحت رعاية ولي العهد الأمير عبدالله بن عبدالعزيز آل سعود .[8]
- 8: افتتاح المسابقة الدولية الـ 18 لتلاوة القرآن الكريم برعاية الأمير ماجد بن عبدالعزيز آل سعود أمير منطقة مكة المكرمة .[8]

### مايو
- 17: إقامة حفل لمؤسسة الملك فيصل الخيرية بمناسبة مرور عشرين عاما على إنشائها وذلك بمقر مؤسسة الملك فيصل الخيرية بالرياض .[2]
- 17: السعودية ترحب باتفاق الجمهورية اليمنية مع اريتريا بشأن حل النزاع بينهما على جزر حنيش اليمنية عن طريق التحكيم الدولي في أعقاب جهود دبلوماسية قامت بها فرنسا .[2]

### يونيو
- 25: تفجير أبراج الخبر.

### يوليو
- 12: الملك فهد بن عبدالعزيز آل سعود يتقلد أعلى وسام فرنسي من جوقة الشرف قلدها له جاك شيراك رئيس الجمهورية الفرنسية .[9]
- 26: الملك فهد بن عبدالعزيز آل سعود يأمر بتجهيز مواد إغاثية من خيام و أغذية وبسط وأغطية و إرسالها إلى الحكومة اليمنية لمواجهة الخسائر والأضرار التي لحقت بها جراء السيول والفيضانات.[10]

### أغسطس
- 16 : انعقاد قمتان سعودية مصرية و سعودية أردنية في مدينة جدة .[11]
- 30: الملك فهد بن عبدالعزيز آل سعود يأمر بإرسال مساعدات من المملكة العربية السعودية للنازحين من دولة الشيشان في انغوشيا و داغستان تتضمن 300 طن من المواد الغذائية .[12]
- 30: توجيه بإقرار نظام بالسماح للأدباء بالمشاركة في الندوات دون أن تقتطع المدة من إجازاتهم مدة المهمة المكلفين بها على أن لا يتجاوز مجموع مدة الغياب ثلاثين يوما في العام الواحد .[13]

### سبتمبر
- 6 : انتهاء زيارة الأمير سلطان بن عبدالعزيز وزير الدفاع إلى جمهورية اليمن و أكد الطرفين بالإلتزام بمعاهدة الطائف , كما قدمت السعودية منحة بلغت 10 ملايين دولار لانشاء طريق تعز .[3]
- 13: الملك فهد بن عبدالعزيز يقدم هدية 60 ألف نسخة من المصحف الشريفة إلى الصوماليين [14]
- 13: الأمير سلطان بن عبدالعزيز النائب الثاني لرئيس مجلس الوزراء ووزير الدفاع والطيران والمفتش العام يفتتح مركز الأمير سلطان لأمراض وجراحة القلب في العاصمة الرياض.[14]
- 13: الأمير سلطان بن عبدالعزيز يصرح أن مقاطعة دولة البحرين للقمة الخليجية القادمة هي سحابة صيف و سوف تزول .[14]

### نوفمبر
- 12: حادث تصادم طائرة الخطوط الجوية السعودية وطائرة الخطوط الكازاخستانية فوق العاصمة الهندية نيودلهي، وأسفر عن مقتل أكثر من 349 راكبًا، وهو ما جعله أكثر حوادث تصادم الطيران دمويةً في التاريخ.[15]
- 22: زلزال بقوة 7.2 ريختر يضرب منطقة تبوك حيث تسبب الزلزال في إصابة بعض مباني تلك المدن بالتصدعات والتشققات وطال ذلك مبنى المطار, ولم تحدث انهيارات باستثناء تعرض قلعة تبوك لسقوط جزء منها صباح يوم الأربعاء والذي وافق أولى الهزات الأرضية وأقواها، أما مدينة حقل فتعرض مبنى الجمرك في منفذ الدرة للانهيار وتعرضت بعض المباني للتصدعات والتشققات الخفيفة
- 29: الملك فهد بن عبدالعزيز آل سعود بتوزيع مليون نسخة من المصحف الشريف لعدد من الجهات الحكومية والجمعيات والمراكز الدعوية .[4]
- الأمير سلطان بن عبدالعزيز النائب الثاني لرئيس مجلس الوزراء وزير الدفاع و الطيران والمفتش العام بتسلم التقرير السنوي لمؤسسة النقد العربي السعودي لعام 1415 - 1416 هـ .[4]
- 29: صدور قرار بإمكانية التنازل عن الاشتراك في الهاتف الجوال بعد مضي سنتين من تأسيسه .[4]

### ديسمبر
- 6: دعوة خادم الحرمين الشريفين الملك فهد بن عبدالعزيز آل سعود إلى إقامة صلاة الاستسقاء في بعض مناطق المملكة العربية السعودية .[1]
- 6: تبرع الأمير سلطان بن عبدالعزيز النائب الثاني لرئيس مجلس الوزراء بمبلغ 500 ألف ريال إلى هيئة الإغاثة الإسلامية العالمية بالسعودية والذي يمثل القسط الثاني من تبرع سموه السنوي للهيئة يقدر بمليون ريال .[1]
- 27: افتتاح حفل سباق الخيل العربي الكبير في حي الملز , مدينة الرياض .[16]

## مواليد

### يناير
- 3: نواف الشنيشني لاعب كرة قدم سعودي.
- 13: عبد الله المقباس لاعب كرة قدم سعودي.
- 15: مجاهد المنيع لاعب كرة قدم سعودي.

### فبراير
- 1:
  - عبد العزيز الفضلي، مذيع سعودي.
  - وجدان شهرخاني لاعبة جودو سعودية.
- 21: خلف البقعاوي لاعب كرة قدم سعودي.
- 23:
  - إبراهيم الشهري لاعب كرة قدم سعودي.
  - عبد الرحمن خير الله لاعب كرة قدم سعودي.

### مارس
- 10: عبد العزيز مجرشي لاعب كرة قدم سعودي من مواليد 1996.
- 26: محمد الشهراني لاعب كرة قدم سعودي من مواليد 1996.

### أبريل
- 1: فيصل درويش أحمد لاعب كرة قدم سعودي.
- 18: سعيد آل حمسل لاعب كرة قدم سعودي.
- 21: ناصر العويدان لاعب كرة قدم سعودي.
- 23: فواز الصقور لاعب كرة قدم سعودي.
- 25:
  - علي لاجامي لاعب كرة قدم سعودي.
  - قاسم لاجامي لاعب كرة قدم سعودي.
- 26: عبد الله المولد لاعب كرة قدم سعودي.

### يوليو
- 6: وليد العنزي لاعب كرة قدم سعودي.

### أغسطس
- 16: عبد الله الخيبري لاعب كرة قدم سعودي.

### نوفمبر
- 14: محمد السعيد لاعب كرة قدم سعودي.
- 15: رخي الشمري لاعب كرة قدم سعودي.

### ديسمبر
- 26: أسامة الخلف لاعب كرة قدم سعودي.
- 30: ناصر العجيل لاعب كرة قدم سعودي.

## وفيات

### يناير
- 9: عبد الله القصيمي (مواليد 1907)

### يوليو
- الأمير فيصل بن سعد بن عبدالرحمن آل سعود وتم أداء الصلاة عليه في جامع الإمام تركي بن عبدالله بمدينة الرياض .